# Hammaptera
Hammaptera är ett släkte av fjärilar. Hammaptera ingår i familjen mätare.

## Dottertaxa tillHammaptera, i alfabetisk ordning[1]
- Hammaptera albidivisa
- Hammaptera caribbea
- Hammaptera chloridata
- Hammaptera coras
- Hammaptera dispansa
- Hammaptera dominans
- Hammaptera frondosata
- Hammaptera fulvifusa
- Hammaptera gazapina
- Hammaptera herbosaria
- Hammaptera hypochrysa
- Hammaptera ignifera
- Hammaptera improbaria
- Hammaptera impuber
- Hammaptera infuscata
- Hammaptera oppositata
- Hammaptera postluteata
- Hammaptera praderia
- Hammaptera probataria
- Hammaptera repandaria
- Hammaptera requisitata
- Hammaptera rosenbergi
- Hammaptera sabrosa
- Hammaptera semiflava
- Hammaptera semiobliterata
- Hammaptera trochilarioides
- Hammaptera undulosa
- Hammaptera vanonaria
- Hammaptera viridans
- Hammaptera viridifusata